# Dachstein-West
Koordinaten: 47° 32′ 50″ N, 13° 28′ 30″ O

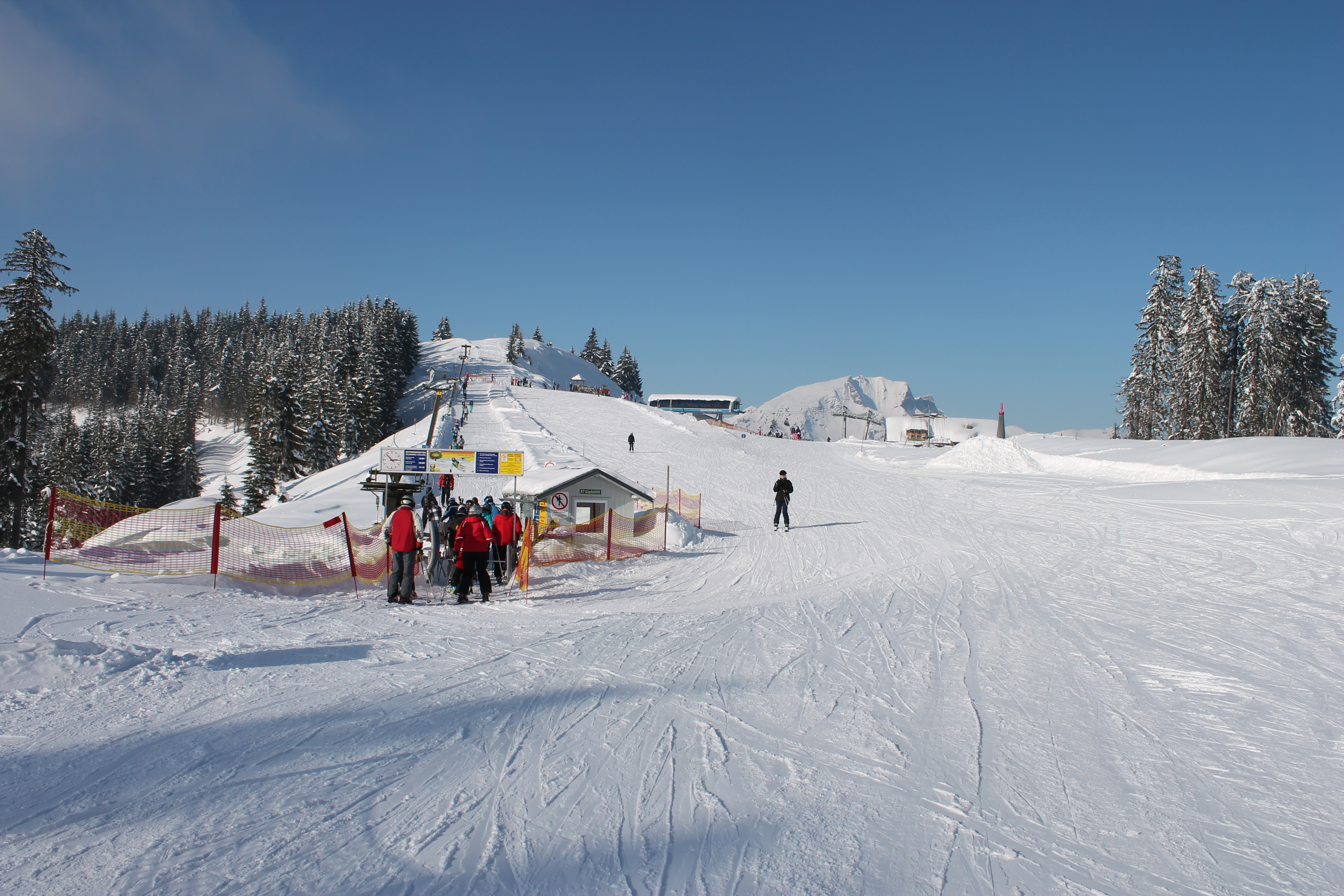
Lift am Hornspitz im Februar 2013

Dachstein West ist ein Skigebiet im Grenzbereich von Oberösterreich und Salzburg. Es erstreckt sich zwischen den Orten Gosau, Rußbach und Annaberg.
Am Skigebiet sind drei Betreibergesellschaften beteiligt.
- In Oberösterreich:

1. Dachstein Tourismus AG (OÖ Seilbahnholding GmbH 78,77 %, Salzwelten GmbH 11,69 %, ÖBf Beteiligungs GmbH 4,15 %)[1]
2. OÖ Seilbahnholding GmbH (OÖ Landesholding GmbH 100%)[2]

- In Salzburg: Dachstein West GmbH, ein Zusammenschluss (2014) von: Rußbacher Schilift GmbH & Co. KG und Annaberger Zwieselalmbahnen GesmbH & Co KG, 100-%-Tochtergesellschaft der Salzburger Raiffeisenbank.[3]

## Betrieb
In den Sommermonaten verkehrt die Gosaukammbahn in Gosau Hintertal, die Hornbahn in Russbach und die Donnerkogelbahn in Astauwinkel. Der Winterbetrieb erfolgt Anfang Dezember bis Ostern.

## Investitionen
Im Laufe der Zeit wurden einige Veränderungen durchgeführt. So wurde 2004 eine Einseilumlaufbahn (Panoramajet) auf die Zwieselalm errichtet. Die Bahn ersetzte zwei Doppelsessellifte. Weiters wurde ein Sechser-Sessellift (Hornspitz Express 2) von der Mittelstation auf den Hornspitzgipfel gebaut. Diese Anlage ersetzte wiederum zwei Schlepplifte. Ein Jahr später erfolgten Umbauten der Piste an der Talabfahrt Zwieselalm.
2009 entstand am Hornspitz ein Beschneiungsspeicher mit einem Fassungsvermögen von 56.000 m³ ebenso wie eine Schneeanlage von Technoalpin. Mit ihr kann die gesamte Pistenfläche auf der Gosauer Hornspitzseite beschneit werden. Im Jahr darauf wurde der Sechser-Sessellift der Edtalmbahn neu gebaut und ersetzte den gleichnamigen Schlepplift; der Haideggriedllift wurde ersatzlos aufgegeben, nachdem der Funpark an die Edtalmbahn verlegt wurde. 2011 wurde die Talabfahrt am Panoramajet Zwieselalm durch eine leichte Umfahrung im unteren Pistenbereich ergänzt sowie die Schneilanzen in diesem Bereich durch Schneekanonen ergänzt. Durch die Finanzierungszusage des Landes Salzburg, 7 Millionen €, wurde 2014 der Doppelsessellift Riedelkar in Astauwinkel durch eine Einseilumlaufbahn (Donnerkogelbahn) ersetzt; gleichzeitig wurde der daneben befindliche Tellerlift abgebaut (dessen Aufgabe übernimmt die untere Sektion der Donnerkogelbahn). Bei der Einseilumlaufbahn (Panoramajet) wurde eine einseitige Mittelstation eingebaut, wobei der Umlaufsinn der Seilbahn umgedreht wurde. In Rußbach wurde der Sanhoflift aufgegeben. Zur Saison 2017/2018 wurden die Hornlifte 1 und 2, der Strubgelift, der Gletscherblicklift und der Riedlgratlift aufgegeben. Im Winter 2012/13 konnten über 400.000 Gäste in der Skiregion begrüßt werden. Zur Saison 2020/2021 wurde eine Skitourenroute entlang der Talabfahrt nach Russbach auf den Hornspitz angelegt und ein Atomic-Testcenter eröffnet. Außerdem wurden die Sesselbahnen Kopfberg und Höhebühel mit Kindersicherungsbügeln ausgestattet und die Bedingungen der Höhebühel-Abfahrt verbessert. Des Weiteren gibt es nun einen Foodtruck, statt einer Schirmbar auf dem Hornspitz, sowie einen im Tal in Russbach. Zusätzliche Schneeerzeuger für die Kopfbergabfahrt wurden ebenfalls angeschafft. Zur Saison 2021/2022 werden neben dem Bau des Speicherteiches Franzlalm auch 40 neue Schneekanonen angeschafft sowie 45 neue Hydranten für die Schneeerzeuger errichtet.
Der Beschneiungsspeicher bei der Edtalm wurde 2017 aus naturschutzrechtlichen Gründen nicht bewilligt. Ein Alternativstandort wurde bei der Franzlalm in Russbach und der Angeralm in Annaberg gefunden. Der Speicherteich Angeralm, der ein Fassungsvermögen von 150.000 m³ Wasser besitzt, wurde im November 2019 in Betrieb genommen. Der Speichersteich Franzlalm in Rußbach ist in der Saison 2021/2022 in Betrieb gegangen. Zusätzlich wurden 165 neue Zapfstellen und 43 Schneekanonen von DemacLenko angeschafft. Insgesamt wurden rund 7 Millionen Euro investiert.